# پاقلعه (رفسنجان)
پاقلعه، یک آبادی از توابع بخش مرکزی،  شهرستان شهربابک در استان کرمان ایران است.

## جمعیت
این آبادی در دهستان پاقلعه قرار دارد و براساس سرشماری مرکز آمار ایران در سال ۱۳۹۵، خالی از سکنه دائم بوده‌است.